# Young India
Young India è stato un settimanale in lingua inglese, pubblicato in India dal 1919 al 1931 a cura di Mohandas Karamchand Gandhi.

## Descrizione
Fu l'organo utiliizzato dal Mahatma per diffondere le idee della non-violenza e della disobbedienza civile finalizzandole al riconoscimento dell'indipendenza della nazione da parte della Gran Bretagna. Gandhi invitò i lettori ad organizzare un movimento politico e a pianificare iniziative di protesta per perseguire questo obbiettivo.
Dal 1933 al 1948, Gandhi curò la pubblicazione del settimanale in inglese Harijan (lett. "Popolo di Dio"), parola che denota anche la casta degli intoccabili. Negli stessi anni, diede alle stampe anche i periodici Harijan Bandu in gujarati e Harijan Sevak in lingua hindi. Tutti e tre le riviste si concentrarono sui problemi sociali ed economici dell'India e del mondo.
A partire dal 1914, i numeri furono pubblicati negli Stati Uniti a cura di Lala Lajpat Rai, membro dell'organizzazione India Home Rule League.

## Galleria d'immagini

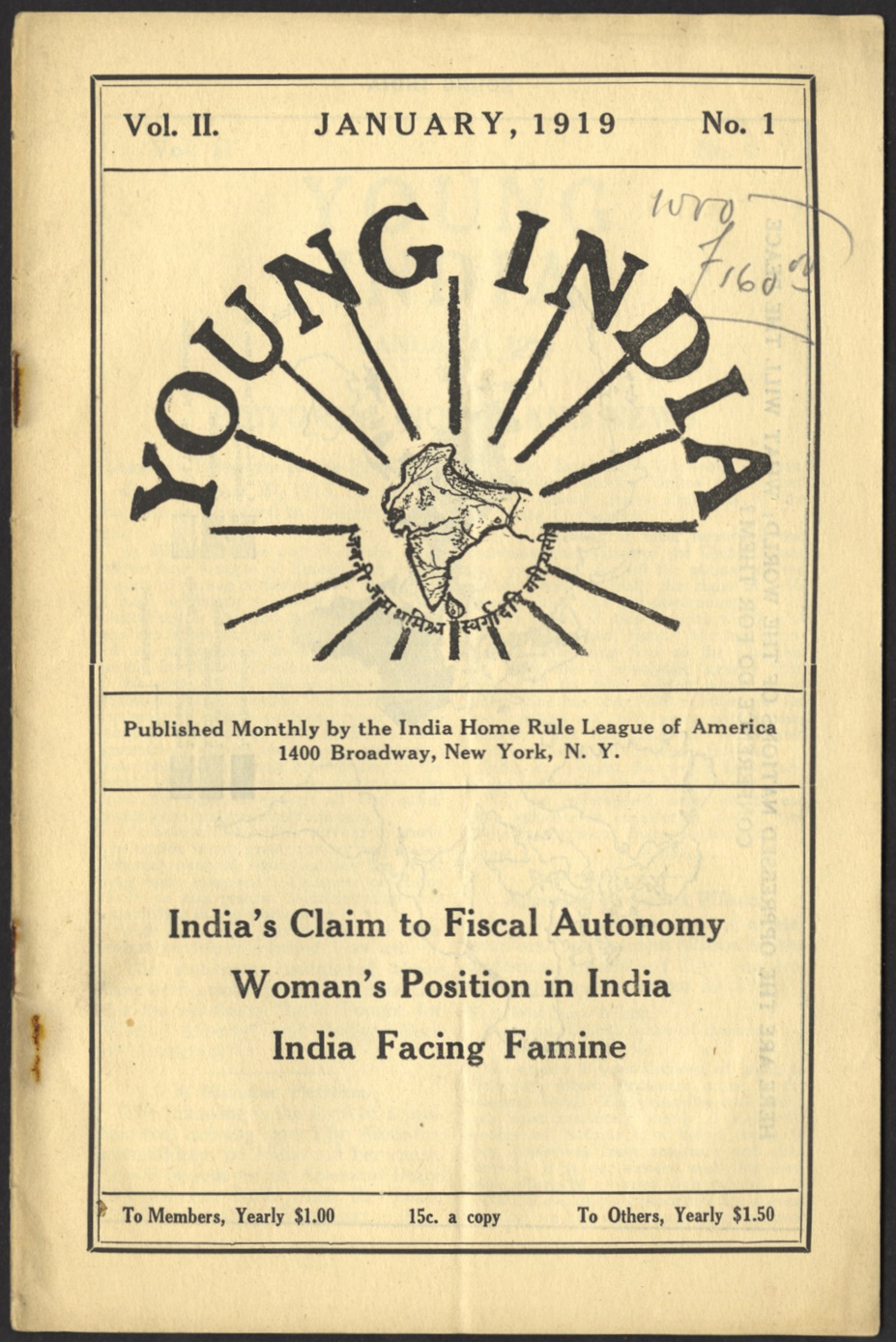
Young India
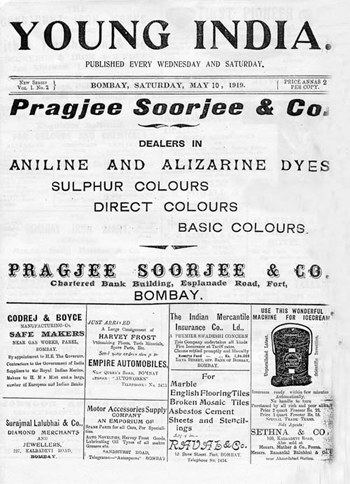
Veste editoriale di Young India nel 1919